# 321
Năm 321 là một năm trong lịch Julius. 